# Mangas Coloradas
Mangas Coloradas (« manches rouges ») ou Mangus Colorado ou Dasoda hae (né entre 1790 et 1797 et mort le 18 janvier 1863) est un chef amérindien de la tribu Mimbreño des toutes premières années des guerres apaches.
Certains historiens le considèrent comme le plus important chef de guerre du XIXe siècle, en particulier par le fait qu’il fut celui qui unifia les Apaches contre les colons. Les textes de l’époque le présentent comme un chef d’État influent, un diplomate, un sage, autant qu’un guerrier féroce, intransigeant et brutal. Mangas laissait toujours le chapeau sur la tête de ses victimes, même lorsqu’elles avaient été scalpées[réf. nécessaire].

## Biographie
Mangas Coloradas est né dans les années 1790 dans la région appelée aujourd’hui Nouveau-Mexique. Son groupe habitait dans les montagnes Mimbres et le long de la rivière du même nom. Mangas est décrit comme un homme de grande taille, très musclé, avec une large tête, imperturbable quelles que soient les circonstances. 
L’hostilité entre les mexicains et les Apaches commença à grandir en 1831 et c’est alors que Mangas se distingua comme un des leaders de la lutte contre eux, et plus tard, les Américains. 
En 1837, quand Juan José Compa, le chef des Apaches Mimbreño fut assassiné, Mangas devint le leader de la révolte et mena de nombreux raids de représailles contre les Mexicains. Quand les États-Unis s’emparèrent de territoires mexicains en 1846, Mangas signa un traité de paix déclarant qu’il respectait les Américains comme des conquérants, principalement parce qu’il haïssait lui-même les Mexicains.
Une paix fragile s’installa alors entre les États-Unis et les Apaches jusqu’en 1850, lorsque l’afflux de chercheurs d’or dans les montagnes de Santa Rita réveilla à nouveau le conflit. En 1851, Mangas fut personnellement attaqué près de Pinos Altos par des mineurs qui l’attachèrent à un arbre et le battirent sérieusement. L’humiliation fut si grande pour lui qu’il se cacha dans les montagnes pendant deux semaines, jusqu’à ce que ses blessures ne soient plus visibles. En 1860, trente mineurs attaquèrent un campement indien sur la rive ouest de la rivière Mimbres, tuèrent quatre hommes, en blessèrent plusieurs et capturèrent trente femmes et enfants. Des incidents similaires conduisirent à la rébellion ouverte des Apaches.

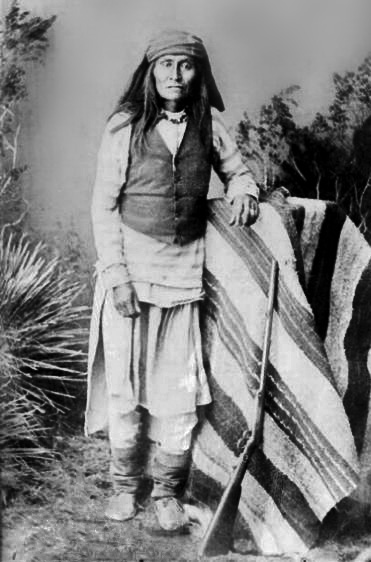
Portrait de Mangas, un des fils de Mangas Coloradas.

En 1861, Mangas et Cochise nouèrent une alliance pour chasser les colons du territoire apache. Ils furent rejoints par le chef Juh et le fameux Geronimo. Leur but ne fut jamais atteint, mais la population des colons se réduisit considérablement durant cette période. Lors d’un de ses raids en territoire mexicain, à Sonora, Mangas enleva une belle et intelligente jeune femme mexicaine. Elle fut appelée Tu-esseh et ils eurent trois filles. Il eut également au moins trois fils d’autres unions : Seth-mooda, Casco et Mangas.

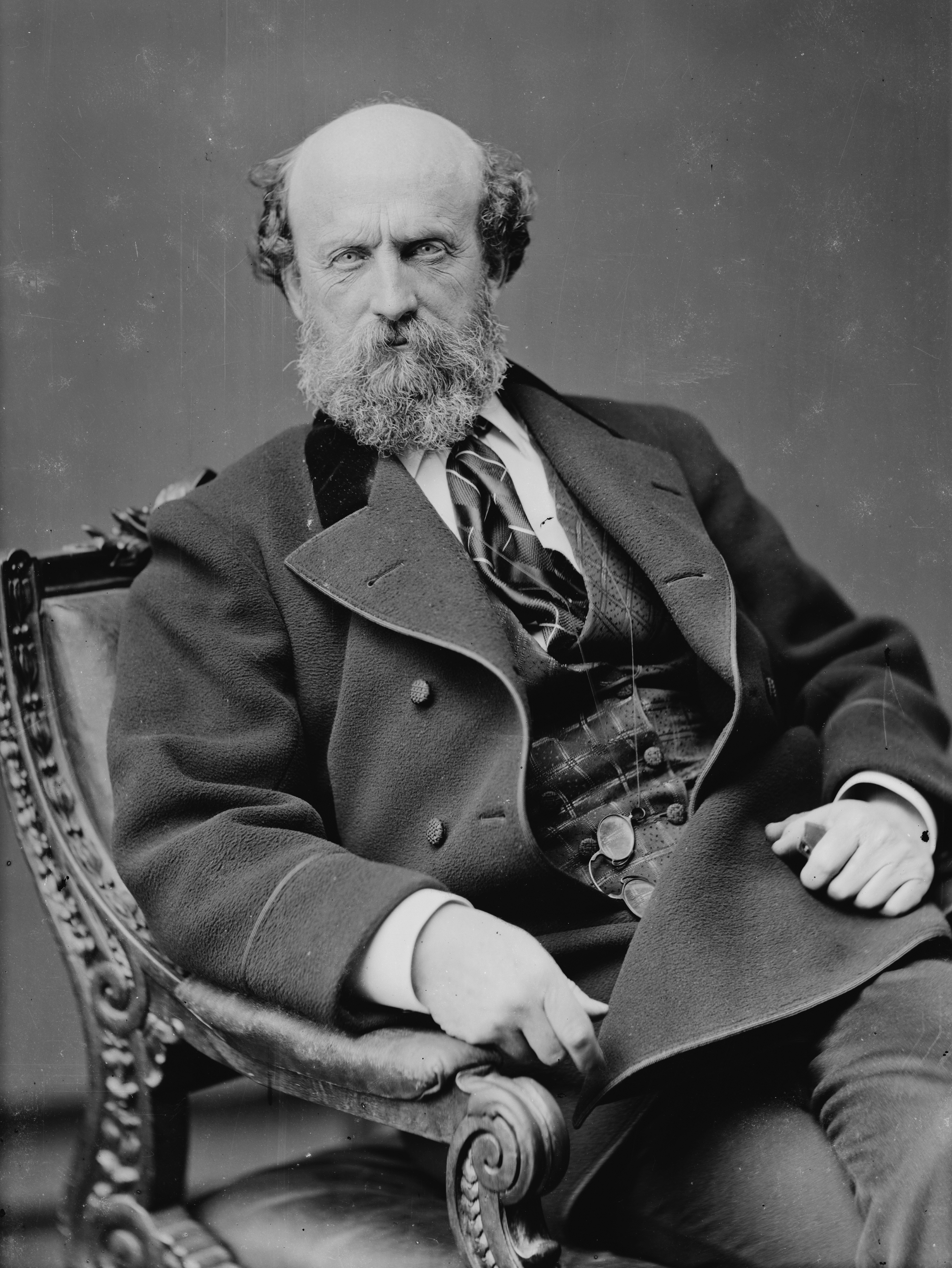
Joseph Rodman West.

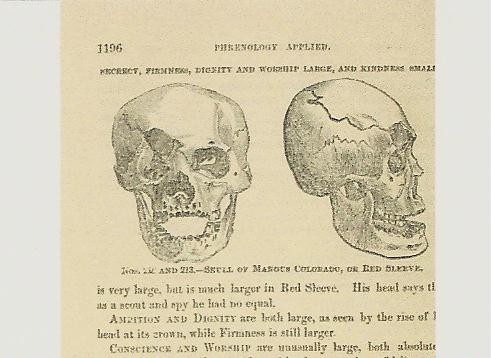
Description du crâne de Mangas Coloradas.

L’été 1862, alors qu’il guérissait d’une blessure par balle, Mangas rencontra un intermédiaire pour demander la paix avec les Américains. En janvier 1863, il décida d’aller à la rencontre des chefs militaires des États-Unis à Fort McLane, un fort situé près de Hurley, au sud du Nouveau-Mexique. Mangas se présenta seul avec un drapeau blanc pour rencontrer le brigadier général Joseph Rodman West, un officier qui devint plus tard sénateur de Louisiane et qui lui avait promis qu’il serait en sécurité. Les soldats avaient cependant reçu des ordres pour que Mangas ne sorte pas vivant du fort : « Messieurs, ce vieux criminel nous a échappé pendant des années. Il a laissé derrière lui une traînée de sang de 700 km. Je le veux mort demain, vous comprenez ? Je le veux mort. » Cette nuit-là, Mangas fut torturé puis fusillé. Le jour suivant, les soldats lui coupèrent la tête, la firent bouillir et envoyèrent le crâne à Orson Squire Fowler, un phrénologue de New York.
La mutilation du corps de Mangas ne fit qu’accroître les hostilités et la guerre se poursuivit pendant près d’un quart de siècle.